# Andrea Orlandi
Andrea Orlandi Stabilin (Barcellona, 3 agosto 1984) è un ex calciatore spagnolo di origini italiane.

## Biografia
Ha origini italiane; i genitori sono nativi di Novara.

## Caratteristiche tecniche
Mediano di centrocampo - trova la sua collocazione ideale in una mediana a due, o tre uomini, pur essendo in grado di agire anche da trequartista  - mancino di piede, in grado di dettare i ritmi di gioco e di impostare l'azione.
Sotto la guida di Frank Rijkaard è stato utilizzato da terzino.

## Carriera
Muove i suoi primi passi nelle giovanili dell'Alavés, prima di approdare nella cantera del Barcellona nel 2005. Esordisce in prima squadra da titolare il 20 maggio 2006 contro l'Athletic Bilbao all'ultima di campionato, sotto la guida di Frank Rijkaard, che lo schiera lungo la fascia sinistra. Esce al 74' sostituito da Martos.
Il 1º settembre 2007 passa a parametro zero allo Swansea City, firmando un contratto annuale con opzione di rinnovo. Prende parte al doppio salto dei swans dalla terza serie alla Premier League, competizione nella quale esordisce il 16 ottobre 2011 contro il Wolverhampton subentrando al 74º al posto di Leon Britton. Proprio nella gara di ritorno del 28 aprile 2012 finita 4-4 segna il suo primo e unico gol nella massima serie inglese.
Dal 2012 al 2014 gioca nel Brighton in Championship e nel 2014-2015 nel Blackpool sempre nella stessa serie.
Il 31 agosto 2015 lascia l'Inghilterra trasferendosi a Cipro all'Anorthosis. L'8 giugno 2016 viene tesserato dall'APOEL. Il 12 luglio esordisce in Champions League contro i The New Saints, incontro preliminare valido per l'accesso alla fase a gironi, subentrando al 71º al posto di Vinicius.
Rescisso il contratto con i ciprioti, il 16 febbraio 2017 si trasferisce al Novara, legandosi ai piemontesi fino a giugno con opzione di rinnovo per un altro anno. Segna il suo primo e unico gol in Serie B il 13 maggio nel 2-0 contro l'Entella. In un anno e mezzo mette insieme quindi 43 presenze e 1 gol in tutto.
Il 6 agosto 2018 si accorda con il Chennaiyin e gioca 9 partite del campionato indiano.
Il 31 gennaio 2019 torna in Italia firmando proprio per l'Entella guidata da Roberto Boscaglia, suo allenatore nei primi sei mesi a Novara. Il 25 febbraio l’Entella però comunica che il giocatore è costretto a concludere improvvisamente la sua carriera a causa di una patologia cardiaca che è emersa da approfonditi accertamenti.

## Statistiche

### Presenze e reti nei club
| Stagione               | Squadra                | Campionato             | Campionato | Campionato | Coppe nazionali | Coppe nazionali | Coppe nazionali | Coppe continentali | Coppe continentali | Coppe continentali | Altre coppe | Altre coppe | Altre coppe | Totale | Totale |
| Stagione               | Squadra                | Comp                   | Pres       | Reti       | Comp            | Pres            | Reti            | Comp               | Pres               | Reti               | Comp        | Pres        | Reti        | Pres   | Reti   |
| ---------------------- | ---------------------- | ---------------------- | ---------- | ---------- | --------------- | --------------- | --------------- | ------------------ | ------------------ | ------------------ | ----------- | ----------- | ----------- | ------ | ------ |
| 2002-2003              | Alavés B               | SDB                    | 5          | 0          | -               | -               | -               | -                  | -                  | -                  | -           | -           | -           | 5      | 0      |
| 2003-2004              | Alavés B               | SDB                    | 30         | 5          | -               | -               | -               | -                  | -                  | -                  | -           | -           | -           | 30     | 5      |
| 2004-2005              | Alavés B               | SDB                    | 23         | 3          | -               | -               | -               | -                  | -                  | -                  | -           | -           | -           | 23     | 3      |
| Totale Alavés B        | Totale Alavés B        | Totale Alavés B        | 58         | 8          |                 | -               | -               |                    | -                  | -                  |             | -           | -           | 58     | 8      |
| 2003-2004              | Alavés                 | SD                     | 2          | 0          | CR              | 1               | 0               | -                  | -                  | -                  | -           | -           | -           | 3      | 0      |
| 2004-2005              | Alavés                 | SD                     | 0          | 0          | CR              | 0               | 0               | -                  | -                  | -                  | -           | -           | -           | 0      | 0      |
| Totale Alavés          | Totale Alavés          | Totale Alavés          | 2          | 0          |                 | 1               | 0               |                    | -                  | -                  |             | -           | -           | 3      | 0      |
| 2005-2006              | Barcellona             | PD                     | 1          | 0          | CR              | 0               | 0               | UCL                | 0                  | 0                  | SS          | 0           | 0           | 1      | 0      |
| 2005-2006              | Barcellona B           | SDB                    | 32         | 4          | -               | -               | -               | -                  | -                  | -                  | -           | -           | -           | 32     | 4      |
| 2006-2007              | Barcellona B           | SDB                    | 35         | 1          | -               | -               | -               | -                  | -                  | -                  | -           | -           | -           | 35     | 1      |
| Totale Barcellona B    | Totale Barcellona B    | Totale Barcellona B    | 67         | 5          |                 | -               | -               |                    | -                  | -                  |             | -           | -           | 67     | 5      |
| 2007-2008              | Swansea City           | FL1                    | 8          | 0          | FACup+CdL       | 4+0             | 0               | -                  | -                  | -                  | FLT         | 3           | 0           | 15     | 0      |
| 2008-2009              | Swansea City           | FLC                    | 11         | 1          | FACup+CdL       | 4+0             | 0               | -                  | -                  | -                  | -           | -           | -           | 15     | 1      |
| 2009-2010              | Swansea City           | FLC                    | 30         | 1          | FACup+CdL       | 0+1             | 0               | -                  | -                  | -                  | -           | -           | -           | 31     | 1      |
| 2010-2011              | Swansea City           | FLC                    | 20         | 0          | FACup+CdL       | 1+3             | 0               | -                  | -                  | -                  | -           | -           | -           | 24     | 0      |
| 2011-2012              | Swansea City           | PL                     | 3          | 1          | FACup+CdL       | 1+1             | 0               | -                  | -                  | -                  | -           | -           | -           | 5      | 1      |
| Totale Swansea City    | Totale Swansea City    | Totale Swansea City    | 72         | 3          |                 | 15              | 0               |                    | -                  | -                  |             | 3           | 0           | 90     | 3      |
| 2012-2013              | Brighton & Hove        | FLC                    | 35+2       | 6          | FACup+CdL       | 1+0             | 1               | -                  | -                  | -                  | -           | -           | -           | 38     | 7      |
| 2013-2014              | Brighton & Hove        | FLC                    | 14+2       | 0          | FACup+CdL       | 2+0             | 0               | -                  | -                  | -                  | -           | -           | -           | 18     | 0      |
| Totale Brighton & Hove | Totale Brighton & Hove | Totale Brighton & Hove | 49+4       | 6          |                 | 3               | 1               |                    | -                  | -                  |             | -           | -           | 56     | 7      |
| 2014-2015              | Blackpool              | FLC                    | 28         | 4          | FACup+CdL       | 1+1             | 0               | -                  | -                  | -                  | -           | -           | -           | 30     | 4      |
| 2015-2016              | Anorthosis             | AK                     | 19+8       | 2+2        | CC              | 3               | 0               | -                  | -                  | -                  | -           | -           | -           | 30     | 4      |
| 2016-gen. 2017         | APOEL                  | AK                     | 9          | 0          | CC              | 1               | 0               | UCL+UEL            | 6+2                | 0                  | SC          | 1           | 0           | 19     | 0      |
| gen.-giu. 2017         | Novara                 | B                      | 12         | 1          | CI              | -               | -               | -                  | -                  | -                  | -           | -           | -           | 12     | 1      |
| 2017-2018              | Novara                 | B                      | 29         | 0          | CI              | 1               | 0               | -                  | -                  | -                  | -           | -           | -           | 30     | 0      |
| Totale Novara          | Totale Novara          | Totale Novara          | 41         | 1          |                 | 1               | 0               |                    | -                  | -                  |             | -           | -           | 42     | 1      |
| 2018-gen. 2019         | Chennaiyin             | ISL                    | 9          | 0          | -               | -               | -               | AFC Cup            | -                  | -                  | -           | -           | -           | 9      | 0      |
| gen.-giu. 2019         | Virtus Entella         | C                      | 0          | 0          | -               | -               | -               | -                  | -                  | -                  | -           | -           | -           | 0      | 0      |
| Totale carriera        | Totale carriera        | Totale carriera        | 367        | 31         |                 | 26              | 1               |                    | 8                  | 0                  |             | 4           | 0           | 405    | 32     |

## Palmarès

### Club

#### Competizioni nazionali
- Campionato spagnolo: 1

Barcellona: 2005-2006
- Supercoppa di Spagna: 1

Barcellona: 2005
- Football League One: 1

Swansea City: 2007-2008